# The Malloys
Emmett Malloy (...) e 
  Brendan Malloy (...), generalmente noti come The Malloys, sono due fratelli registi cinematografici e di videoclip statunitensi.

## Filmografia

### Regista

#### Videoclip
- 2000 - Responsibility dei MxPx
- 2000 - Breakout dei Foo Fighters
- 2001 - A Little Respect dei Wheatus
- 2001 - You're a God dei Vertical Horizon
- 2001 - Lipstick and Bruises dei Lit
- 2001 - The Rock Show dei Blink-182
- 2001 - Another Perfect Day di American Hi-Fi
- 2002 - First Date dei Blink-182
- 2002 - Amber dei 311
- 2002 - Attitude degli Alien Ant Farm
- 2002 - My Friends Over You dei New Found Glory
- 2002 - Complicated di Avril Lavigne
- 2002 - Falling for You dei Weezer
- 2003 - St. Anger dei Metallica
- 2004 - The Unnamed Feeling dei Metallica
- 2004 - He Wasn't di Avril Lavigne
- 2005 - My Doorbell dei The White Stripes
- 2005 - Don't Phunk with My Heart dei The Black Eyed Peas
- 2007 - Icky Thump dei The White Stripes
- 2007 - Girlfriend di Avril Lavigne
- 2007 - You Don't Know What Love Is (You Just Do as You're Told) dei The White Stripes
- 2009 - Paranoid dei Jonas Brothers

#### Cinema
- Out Cold (2001)
- Under Great White Northern Lights - documentario (2010)
- The Tribes of Palos Verdes (2017)

#### Televisione
- The Offseason: Kevin Durant - documentario TV (2014)